# Nestopia
Nestopia là một chương trình giả lập hệ máy NES/Famicom được thiết kế để giả lập phần cứng NES chính xác nhất có thể. Lúc đầu chỉ có cho Windows, Nestopia sau này đã mở rộng ra các hệ điều hành Mac OS X và Linux.

## Chức năng
Nestopia giả lập NES CPU ở chu kỳ chính xác, đảm bảo hỗ trợ đầy đủ cho phần mềm có thể quét dòng và giả thời gian khác. Các chức năng khác bao gồm:
- Hỗ trợ Famicom Disk System
- Hỗ trợ VS. UniSystem
- Hỗ trợ NSF
- Giả lập sóng video
- Hỗ trợ lưu trạng thái
- Hỗ trợ tua lại
- Hỗ trợ bản vá IPS
- Quay phim
- Một vào tay cầm không chuẩn
- Hỗ trợ hơn 200 bản đồ bộ nhớ
- Trình đơn mã ăn gian đi kèm với Game Genie

## Lịch sử phát triển
Nestopia lúc đầu chỉ được phát triển cho Windows bởi Martin Freij. Sau này Richard Bannister và R. Belmont mở rộng nó sang Mac OS X và Linux.